# NGC 1126
NGC 1126 este o galaxie spirală situată în constelația Eridanul. A fost descoperită în 31 octombrie 1886 de către Lewis A. Swift. Se află la o distanță de 114,29 megaparseci de Pământ.